# Vanajõgi
Der Fluss Vanajõgi fließt auf der zweitgrößten estnischen Insel, Hiiumaa (deutsch Dagö).

## Beschreibung
Der Fluss Vanajõgi ist 9,1 Kilometer lang. Sein Einzugsgebiet umfasst 16,7 km².
Der Fluss entspringt im Moor von Õngu (Õngu soo) in der Nähe des 2,7 Hektar großen Sees Tihu Väikejärv bei dem Dorf Leigri im Landschaftsschutzgebiet Tihu (Tihu maastikukaitseala).
Er fließt dann meist in westlicher Richtung weiter. Besonders ist Frühling ist er sehr wasserreich.
Am Unterlauf durchquert der Fluss das Urstromtal Vanajõgi (Vanajõe org). Am Ufer des Flusses wurde ein naturkundlicher Lehrpfad durch die weitgehend unberührte Landschaft angelegt.
Der Vanajõgi fließt dann weiter durch eine Dünenlandschaft. Er mündet bei dem Dorf Jõesuu in die Bucht Mardihansu (Mardihansu laht) in die Ostsee.

## Fauna
Im Spätherbst laichen in dem klaren Wasser des Flusses die Meerforellen. Das Urstromtal am Unterlauf steht seit 1962 unter Naturschutz.